# Сована
Сована (итал. Sovana) — фракция коммуны Сорано в провинции Гроссето в области Тоскана Итальянской Республики. Численность населения составляла 378 жителей в 2008 году.

## Описание
Расположена на высоте 291 м над уровнем моря, на плоском участке, ограниченном водотоками Калезина и Пиччолана. 
Возник как этрусский город (лат. Suana, Суана), процветавший в VII—VI веках до нашей эры. Затем пришёл в упадок и снова процветал после римского завоевания, когда был преобразован в муниципалитет. Город попал в руки лангобардов между 592 и 605 годами, являющимися истоками епархии. Тогда город принадлежал Альдобрандески и Орсини; перешёл к Сиене в 1410 году и к Флоренции в 1555 году. Из-за распространения малярии превратился в маленькую деревню.
Сована включена в список «Самых красивых городков Италии».